# 3207 Spinrad
A 3207 Spinrad (ideiglenes jelöléssel 1981 EY25) a Naprendszer kisbolygóövében található aszteroida. Schelte J. Bus fedezte fel 1981. március 2-án.